# Ascoli Piceno (tỉnh)
Tỉnh Ascoli Piceno (Tiếng Ý: Provincia di Ascoli Piceno) là một tỉnh ở vùng Marche của Ý. Tỉnh lỵ là thành phố Ascoli Piceno.
Tỉnh này có diện tích 2.088 km², tổng dân số là 369.579 người (năm 2001). Có 73 comuni ở trong tỉnh này  Lưu trữ 2007-08-07 tại Wayback Machine, xem Các đô thị của tỉnh Ascoli Piceno.
Tỉnh Fermo đã được lập từ một phần của tỉnh Ascoli Piceno. Tỉnh mới (tỉnh lỵ là Fermo) sẽ có diện tích 860 km², bao gồm 40 comuni, với dân số 166.218 tại thời điểm the điều tra dân số năm 2001. Do sự chia tách này, tỉnh Ascoli Piceno chỉ còn lại 33 comuni và dân số 203.153 khi việc chia tách tỉnh có hiệu lực.